# Municipio de Blanchard (condado de Hancock)
El municipio de Blanchard (en inglés: Blanchard Township) es un municipio ubicado en el condado de Hancock en el estado estadounidense de Ohio. En el año 2010 tenía una población de 1123 habitantes y una densidad poblacional de 11,95 personas por km².

## Geografía
El municipio de Blanchard se encuentra ubicado en las coordenadas 41°2′18″N 83°49′29″O / 41.03833, -83.82472. Según la Oficina del Censo de los Estados Unidos, el municipio tiene una superficie total de 93.94 km², de la cual 93,87 km² corresponden a tierra firme y (0,07 %) 0,07 km² es agua.

## Demografía
Según el censo de 2010, había 1123 personas residiendo en el municipio de Blanchard. La densidad de población era de 11,95 hab./km². De los 1123 habitantes, el municipio de Blanchard estaba compuesto por el 96,79 % blancos, el 0,27 % eran afroamericanos, el 0,18 % eran amerindios, el 0,89 % eran asiáticos, el 0,8 % eran de otras razas y el 1,07 % eran de una mezcla de razas. Del total de la población el 1,51 % eran hispanos o latinos de cualquier raza.